# Nymphalis antigone
Nymphalis antigone är en fjärilsart som beskrevs av Fischer. Nymphalis antigone ingår i släktet Nymphalis och familjen praktfjärilar. Inga underarter finns listade i Catalogue of Life.